# 辛渊
辛渊（？—420年），北史因为避讳李渊将他改名为深，陇西郡狄道县（今甘肃省定西市临洮县）人，西凉官员。

## 生平
辛渊的四世祖辛怡是西晋幽州刺史。辛渊被凉武昭王李暠任命为骁骑将军，李暠之子李歆也给予辛渊优厚的待遇。嘉兴三年（420年），李歆与沮渠蒙逊在蓼泉交战，西凉军队战败，李歆失去马匹，辛渊用自己乘坐的马匹以援助李歆，而自己在战争中身亡，以忠义节烈在凉州地区受到称赞。

## 家庭

### 夫人
- 冯翊郭氏，西都县县令郭雅之女[5]

### 子女
- 辛绍先，北魏宁朔将军、下邳郡太守、晋阳惠公